# 2010年フィルエアL-410墜落事故
2010年フィルエアL-410墜落事故（2010ねんフィルエアL-410ついらくじこ）は、2010年8月25日にコンゴ民主共和国で発生した航空事故である。ンドロ空港から複数の空港を経由する国内定期旅客便だったフィルエアのLet L-410UVP-E20Cがバンドゥンドゥ空港への最終進入中に墜落し、乗員乗客21人中20人が死亡した。
事故原因は乗客の1人が密輸目的で隠し持っていたクロコダイルが逃げ出したため、乗客がパニックに陥り、機体のバランスが失われたためだとされた。

## 事故機

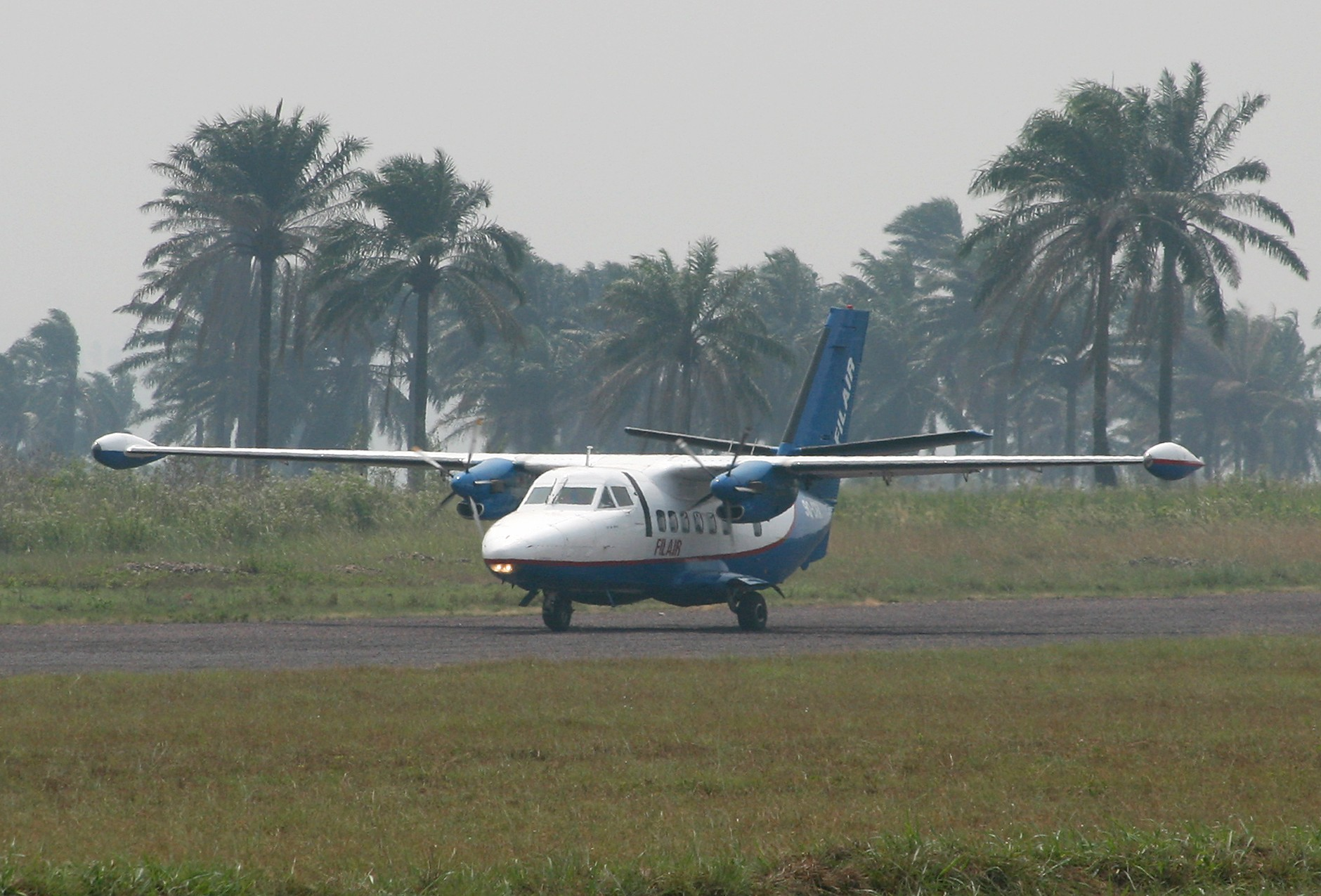
同型機のL-410

事故機のLet L-410UVP-E20C（9Q-CCN）は1991年に製造番号912608として製造された機体で、最大19人の乗客が搭乗できた。事故機はフィルエアに納入される以前はエストニアの航空会社であるAirestによって運用されていた。

## 事故の経緯
当該便はンドロ空港からバサンゴ・ムボリアサ空港、ボコロ空港、セメンドワ空港、バンドゥンドゥ空港を経由してンドロ空港に戻るという国内定期旅客便だった。乗客は全員がコンゴ人であった。乗員は3人で、客室乗務員はコンゴ人だった。機長は62歳のベルギー人で、副操縦士は39歳のイギリス人であった。機長を務めたベルギー人男性はフィルエアの経営者でもあった。現地時間13時頃、バンドゥンドゥ空港への最終進入中に滑走路から1 kmほど手前の住宅街に墜落し、空き家に激突した。墜落により乗員乗客21人中20人が死亡した。事故の衝撃により火災が発生しなかったことなどから、当初は燃料切れが原因と示唆された。

## 事故調査

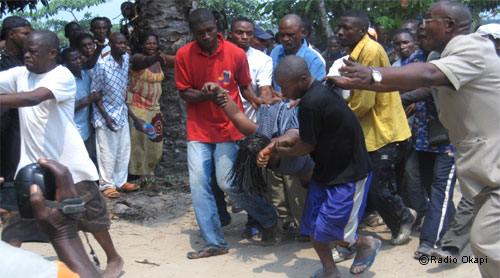
救助活動の様子

コンゴの運輸省が事故調査を行った。事故の唯一の生存者は乗客がダッフルバッグに隠し持っていたクロコダイルが着陸直前に逃げ出したため、パニックが起きたと述べた。このクロコダイルは、バンドゥンドゥの市場でブッシュミートとして売るために持ち込まれたと推測されている。客室乗務員がコックピットに逃げ、乗客も続いて機体前方に殺到した。これにより、機体の重心が前方に寄ってしまい、機体の制御が失われた。なお、パニックを引き起こしたクロコダイルは現場にて無傷の状態で発見されたが、救急隊員がマチェテで殺害した。

## 事故後
事故後、エデン・ブックス（Eden Books）は「Das Krokodil im Flugzeug」という本を出版した。この本は旅行中の奇妙な死についてまとめたもので、フィルエアの事故も取り扱われた他、表紙もこの事故を表したものとなっている。